# جيف تام
جيف تام (بالإنجليزية: Jeff Tam)‏ هو لاعب كرة قاعدة أمريكي، ولد في 19 أغسطس 1970 في فوليرتون في الولايات المتحدة.

## وصلات خارجية
- جيف تام على موقعبيزبول رفرنس.كوم (الدوري الرئيسي) (الإنجليزية)
- جيف تام على موقعبيزبول رفرنس.كوم (الدوري الثانوي) (الإنجليزية)